# Барятинский, Александр Иванович
Князь Алекса́ндр Ива́нович Баря́тинский (2 [14] мая 1815 год; Ивановское, Курская губерния — 25 февраля [9 марта] 1879 год; Женева, Швейцария) — русский государственный и военный деятель, генерал-фельдмаршал (6 декабря 1859), генерал-адъютант (6 января 1853). В 1856—1857 гг. командующий Отдельным Кавказским корпусом, затем в 1857—1862 гг. главнокомандующий Кавказской армией, наместник на Кавказе (22.07.1856-06.12.1862). Проводя свой план методического продвижения, сломил сопротивление войск Шамиля и 25 августа 1859 года имам Шамиль сдался ему в плен.

## Биография

### Происхождение
Принадлежал к аристократическому роду Барятинских, считался Рюриковичем в двадцатом колене. Его отец, князь Иван Иванович (1772—1825), служил адъютантом у Г. А. Потёмкина, был одним из наиболее состоятельных людей России, унаследовав многочисленные имения и около 35 тысяч крепостных душ. В 1813 году он сочетался вторым браком с 20-летней баварской графиней Марией Келлер (1792—1858), племянницей российского фельдмаршала Петра Витгенштейна. В православии она стала Марией Фёдоровной.
Семья поселилась в усадьбе Марьино в курском имении — селе Ивановском Льговского уезда, где для размещения молодой жены была выстроена образцовая усадьба Марьино. Дворец пользовался большой известностью в России. Его даже посетил император Александр I.

### Ранние годы
Родился в 1815 году. Был старшим сыном (в семье было ещё 3 сына и 3 дочери) и получил прекрасное домашнее образование. В 1825 году, когда Александру было 10 лет, умер отец. В 1829 году мать повезла его вместе со вторым сыном Владимиром в московский пансион для «усовершенствования в науках». Воспитанием обоих братьев занимался известный в то время педагог англичанин Эванс, преподававший юношам «классиков и литературу».

### В Санкт-Петербурге

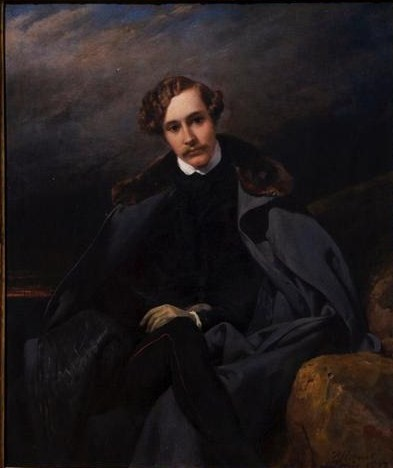
22-летний Барятинский на портрете Ораса Верне

После переезда в 1831 году в Санкт-Петербург у юноши созрело желание поступить на военную службу. Выдержав серьёзную борьбу с родными (отец завещал, чтобы из старшего сына не делали ни военного, ни придворного, ни дипломата), он, при содействии императрицы Александры Фёдоровны, поступил в Школу гвардейских подпрапорщиков и кавалерийских юнкеров с зачислением юнкером в Кавалергардский полк, шефом которого являлась сама императрица. В школе учился вместе с М. Ю. Лермонтовым. Обучение длилось два года. После окончания школы, 8 ноября 1833 года был произведён в корнеты с зачислением не в Кавалергардский, а в Гатчинский лейб-кирасирский Наследника Цесаревича полк.
Вёл бурную жизнь, присущую гвардейской молодёжи, помещался под арест. Петербургский высший свет полнился слухами о любовных похождениях молодого корнета Барятинского. В разговорах о скандальных романах Барятинского всё чаще стало мелькать имя дочери императора, великой княжны Марии Николаевны.

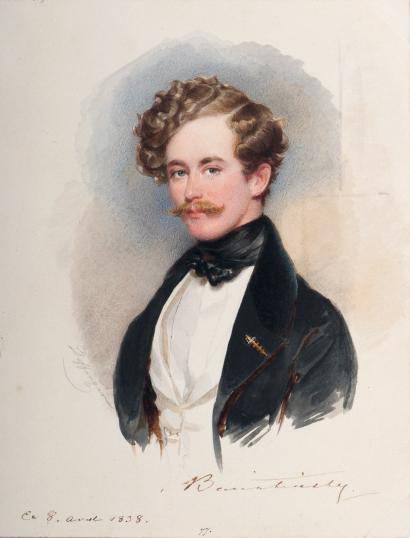
Барятинский в 1838 году

В его круг общения в эти годы входил Жорж Дантес. В октябре 1836 года последний даже сватался к сестре Барятинского Марии, но получил отказ. В феврале 1837 года после роковой дуэли сочувствие князя было на стороне противника Пушкина. Это видно по его письму к арестованному на гауптвахте Дантесу, где, сетуя о том, что «вследствие строгости караульных офицеров» он не может больше его посещать, Барятинский заверяет его: «верьте по-прежнему моей самой искренней дружбе и тому сочувствию, с которым относится к вам вся наша семья». Письмо подписано: «Ваш преданный друг».

### Военная карьера

#### Первые бои на Кавказе
В марте 1835 года личным распоряжением Николая I был командирован на Кавказ в Кабардинский егерский полк действующей армии. С отличием участвовал в делах закубанских горцев, 21 сентября был тяжело ранен пулей в бок и вынесен с поля боя казаками. Был представлен к ордену Святого Георгия, но взамен произведён в поручика и 30 апреля (12 мая) 1836 года награждён золотой шпагой с надписью «За храбрость». В том же году вернулся в Санкт-Петербург. Получил отпуск для лечения и зачислен в свиту великого князя Александра Николаевича, затем переведён в Гродненский гусарский полк.
В начале 1840-х годов много путешествовал по Европе как вместе с цесаревичем, так и в одиночку (для лечения). Во Франции встречался с Талейраном и Поццо ди Борго, в Британии — с Пилем и Палмерстоном. В 1840 году лично доставил Николаю I известие об обручении наследника с гессенской принцессой Максимилианой Вильгельминой, доскакав за 11 дней из Гессена до Петербурга.

#### Даргинский поход 1845 года
24 марта (5 апреля) 1845 года по высочайшему повелению уже в чине полковника снова отправился на Кавказ, где продолжалась Кавказская война. После многих поражений 1840—1844 годов, император Николай I и Генеральный штаб предприняли попытку одним решающим ударом сломить сопротивление кавказских горцев, прорвавшись и захватив в Терской области селение Дарго, где укрепился Шамиль.
Был назначен командиром 3-м батальоном Кабардинского егерского полка. Военный поход на Дарго начался 31 мая.
Отличился 13 июня при поражении войск Шамиля близ селений Гогатль и Анди. Возглавив атаку и раненый пулей в голень правой ноги навылет, он остался в строю до благополучного окончания боя. 14 июня, при движении к Анди, его батальон атаковал 6-тысячный отряд горцев и выбил их, после кровопролитного боя, из завалов на высотах за рекой Годор. За проявленные храбрость и мужество был награждён орденом Святого Георгия 4-й степени.
За Даргинский поход все три батальона Кабардинского полка получили новые Георгиевские знамёна, причём 1-й и 2-й батальоны к старым надписям присоединили: «За взятие Анди 14 июня, Дарго 6 июля 1845 года»; 3-й батальон получил надпись: «За взятие Анди 14 июня 1845 года».

#### В Польше
По возвращении в начале 1846 года в Санкт-Петербург для лечения уехал за границу; но проездом через Варшаву принял по поручению фельдмаршала князя Паскевича командование над летучим отрядом, назначенным для преследования краковских мятежников. Поручение это успешно выполнил за пять дней.
23 февраля (7 марта) 1847 года, по возвращении в Россию, был произведён во флигель-адъютанты и назначен командиром Кабардинского егерского полка — и затем принимал постоянное участие в военных действиях в Чечне.

#### Снова на Кавказской войне
23 июня (5 июля) 1848 года особенно отличился в бою при ауле Гергебиль, за что 10 августа того же года был произведён в генерал-майоры с назначением в свиту Его Императорского Величества. 6 июля того же года 3-й и 4-й батальоны Кабардинского егерского полка под начальством Барятинского участвовали во взятии аула Гергебиль.

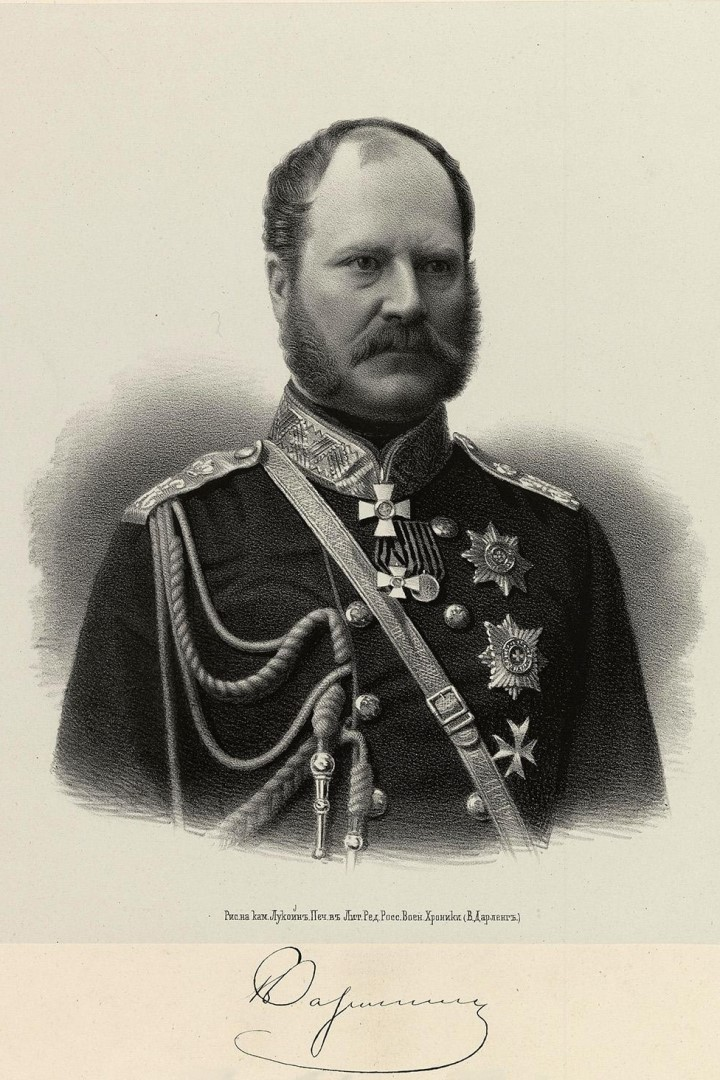
Барятинский А. И., генерал-адъютант, 1856—1858 гг.

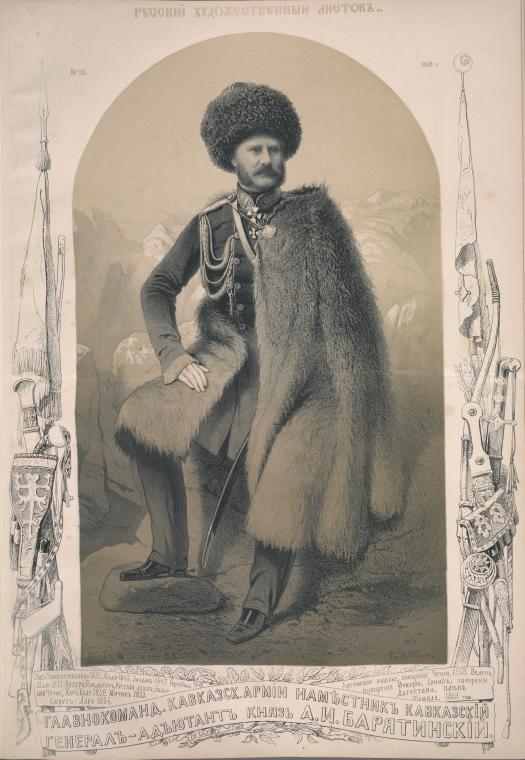
Главнокомандующий Кавказской армии князь А. И. Барятинский (В. Ф. Тимм, «Русский художественный листок»).

В октябре 1850 года назначен командиром Кавказской резервной гренадерской бригады; зимой следующего года участвовал в действиях Чеченского отряда, причём близ Мезенинской поляны разбил наголову атаковавшие его превосходящие силы неприятеля. 2 апреля 1851 года назначен командиром 20-й пехотной дивизии и начальником штаба, исправляющим должность начальника левого фланга Кавказской линии, что открыло для него дополнительные возможности для самостоятельных действий. Энергичный и вместе с тем систематический образ действий, которого Барятинский держался в Чечне — главной арене деятельности Шамиля, — постепенное, но неуклонное движение вперед с твёрдым упрочением русской власти на занятых территориях. Старался допускать минимальные потери русских войск и тесно координировать действия разных отрядов войск и милиции, что ярко проявилось в зимнем сквозном походе 1852 года через Чечню и операции при Мечикской переправе.
6 (18) января 1853 года был назначен генерал-адъютантом, а 5 июля того же года — исправляющим должность начальника главного штаба войск на Кавказе, а вслед за тем утверждён в этой должности.
В октябре 1853 года из-за болезни князя Бебутова был командирован в Александрополь для заведования корпусом, действующим на турецкой границе. 24 июля (5 августа) 1854 года участвовал в победном сражении при Кюрюк-Даре, за которое награждён орденом Святого Георгия 3-й степени.
6 (18) июня 1855 года назначен состоять при императоре Александре II, а затем ему было поручено временное командование войсками в Николаеве и окрестностях в ходе шедшей Крымской войны.

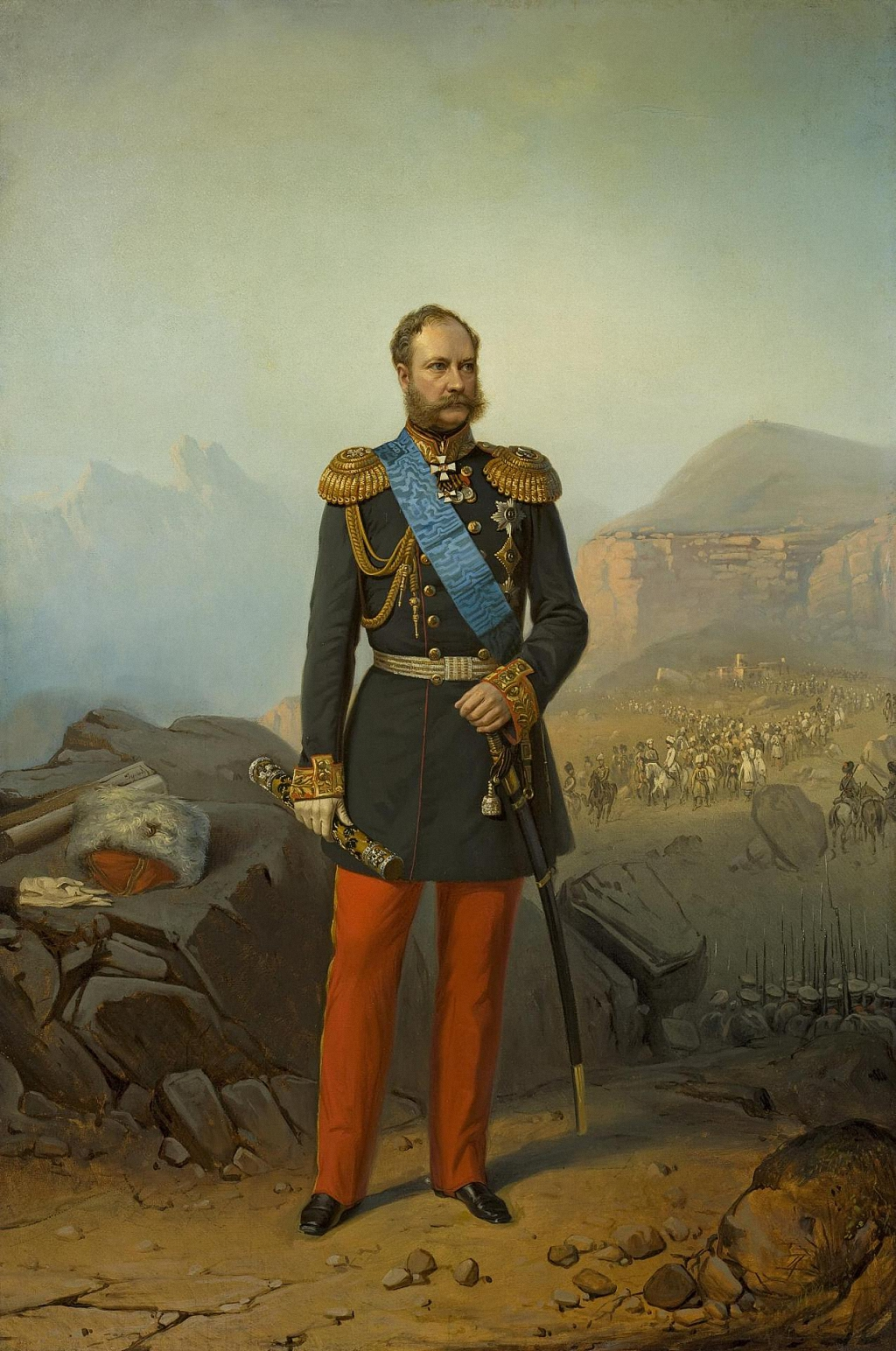
Портрет князя А. И. Барятинского на фоне покорённого аула

С 1 (13) января 1856 года состоял командующим гвардейским резервным пехотным корпусом, а 22 июля того же года назначен главнокомандующим Отдельным Кавказским корпусом (впоследствии наименованным Кавказской армией) и исправляющим должность кавказского наместника; утверждён в этой должности 26 августа (7 сентября) 1856 года по производстве в генералы от инфантерии.
Вступив в управление краем, по всему пространству которого велась нескончаемая война, стоившая России огромных жертв людьми и деньгами, оказался на высоте своего назначения. Единство действий, направленных к одной общей цели, неуклонная последовательность в их ведении, использование идеи концентрического наступления с разных направлений, широкое использование артиллерии, команд охотников и местных милиционеров для прикрытия движений и работ, выбор в качестве сподвижников Д. А. Милютина и Н. И. Евдокимова, — всё это увенчалось успехом. Бои за Аргунское ущелье, считавшееся неприступным, обошлись зимой 1857 года потерями менее 100 человек, а занятие Ведено, резиденции Шамиля, в ходе боевых действий с 1 января по 1 апреля 1859 года стоило потери 36 человек. Через 3 года после назначении Барятинского наместником весь Восточный Кавказ был покорён, и 26 августа (7 сентября) 1859 года неуловимый до тех пор Шамиль взят в плен. За эти заслуги Барятинский был награжден орденами Святого Георгия 2-й степени и Святого Андрея Первозванного с мечами.
Одновременно с решительными действиями на Восточном Кавказе велась энергичная война и в западной части этого края, приведшая к покорению многих племен, живших между реками Лабой и Белой. За новые успехи 6 (18) декабря 1859 года был произведён в генерал-фельдмаршалы и назначен шефом Кабардинского пехотного полка.

### Женитьба и последующие события

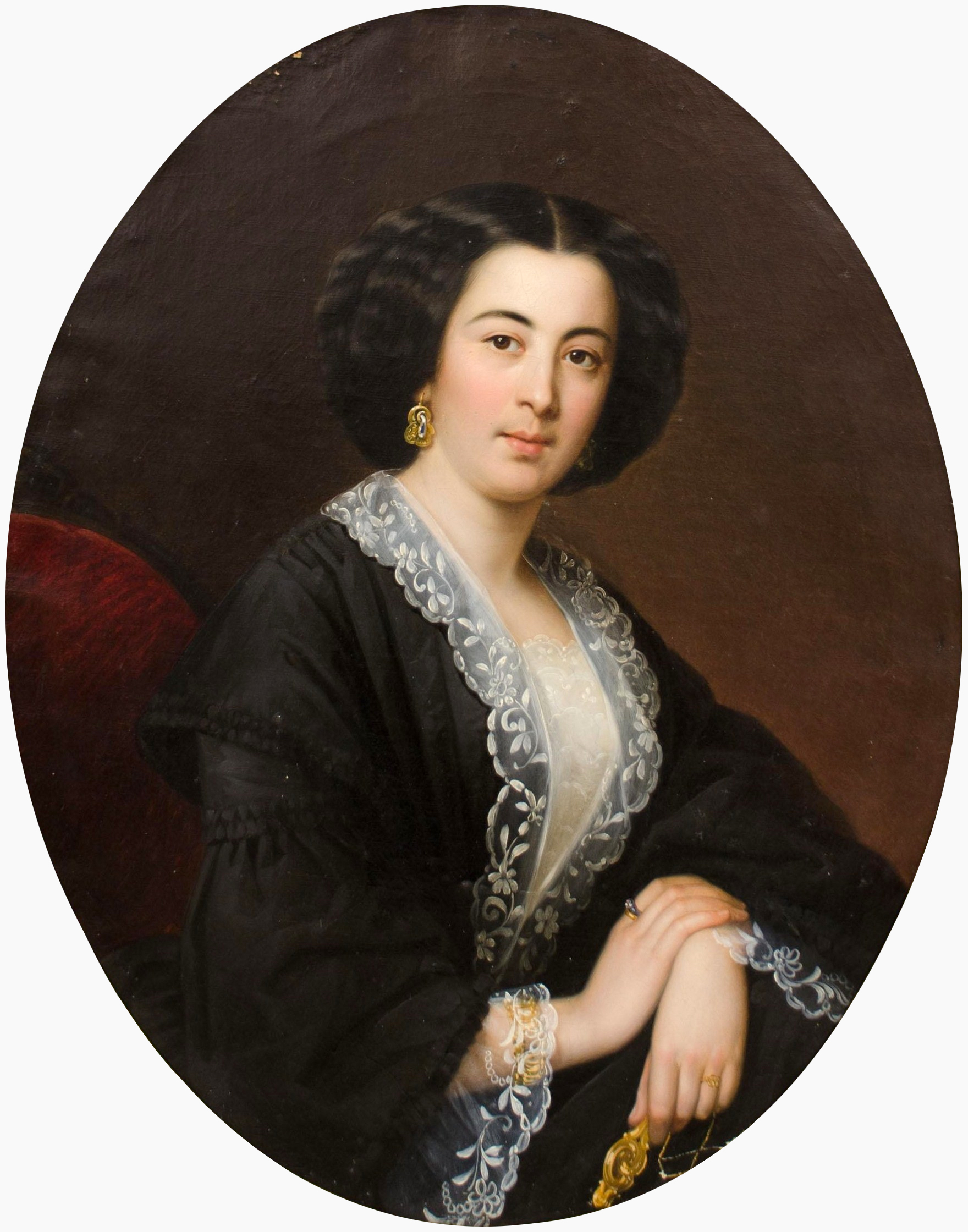
Княгиня Елизавета Орбелиани

Холостяк Барятинский вёл не самый здоровый образ жизни, следствием чего стали усиливающиеся приступы подагры. Кроме того, в Тифлисе он не давал проходу красавицам-грузинкам, так что женатых офицеров предупреждали, что им следует больше опасаться главнокомандующего, чем горцев. В 1861 году «к началу марта болезнь приняла угрожающий характер; левая нога совсем онемела и начала сохнуть; подагра бросилась на мочевой пузырь; совершенная бессонница чрезвычайно ослабила больного; он страшно исхудал». Барятинский засобирался к известному саксонскому доктору Вальтеру, выбрав кратчайший путь «морем из Поти прямо в Триест и оттуда по железным дорогам в Дрезден». С парохода его вынесли на носилках.
Из-за границы фельдмаршал давал о себе знать всё реже и реже, так что «в течение всей зимы 1861—1862 годов не было даже известно его местопребывание». В феврале 1862 года он наконец написал военному министру из испанского города Малаги, «где он находился с половины ноября, в полном incognito, так что пребывание его в этом городе было тайной даже для русского посланника в Испании графа Стакельберга». Лишь через несколько месяцев в Петербурге стало известно, что фельдмаршал колесит по Европе в компании жены собственного адъютанта.
Был уволен от должностей главнокомандующего Кавказской армией и кавказского наместника 6 (18) декабря 1862 года, согласно прошению, с оставлением членом Государственного совета и почётным членом Николаевской военной академии Генерального штаба, при этом продолжал числиться в Гусарском Его Величества лейб-гвардии полку. В 1864 году удостоен золотой шпаги алмазами украшенной с надписью «В память покорения Кавказа».
Утверждалось, что «беспрерывная боевая деятельность и труды по управлению краем совершенно расстроили здоровье и прекратили блестящую карьеру». В действительности причиной увольнения послужил громкий скандал, вызванный связью фельдмаршала с Елизаветой Дмитриевной Орбелиани (Давыдовой) (1835—1899). После «почти комической» дуэли, бракоразводного процесса Давыдовой и оставлением должностей на Кавказе, 50-летний фельдмаршал наконец смог официально оформить свой брак.

### Последние годы
После женитьбы Барятинский подолгу жил за границей, ссылаясь на расстроенное здоровье. Критиковал военные реформы, которые проводил Д. А. Милютин (бывший ранее начальником его штаба на Кавказе). Рупором консервативной партии стал Р. А. Фадеев — протеже Барятинского, которого он поселил у себя в доме: «Я об него, как об оселок, проверял свои мысли». Публикуя подробное изложение истории Кавказской войны, Фадеев надеялся привлечь внимание общественности к персоне фельдмаршала, дабы подготовить его возвращение на политическую сцену.
В 1860-е годы взгляды Барятинского смещаются в сторону славянофильства, точнее — панславизма. Когда в 1866 году Пруссия развязала войну в центре Европы, Барятинский предлагал русскому правительству союз с Пруссией с целью раздела Австрийской империи: славянские земли должны были отойти к России, немецкие — к Пруссии, а Венгрия — стать независимой. Но специальный секретный комитет при императоре отверг этот план.
Впоследствии Барятинский предпринимал несколько попыток вернуться на военную службу, но ему в этом тактично отказывали. В 1871 году он был зачислен в кирасирский Её Величества полк и назначен шефом 2-го стрелкового батальона. Вильгельм I также почтил заслуги Барятинского, назначив его шефом гусарского № 14 полка германской армии. В начале русско-турецкой войны ожидалось, что Барятинский будет назначен главнокомандующим, однако император назначил своего брата.
Последние дни своей жизни Барятинский провёл за границей и умер от болезни сердца в Женеве на 48-м году службы и на 64-м году жизни. В последние годы жизни получал наибольшее содержание среди всех военных Российской империи — 40 тысяч рублей в год и был единственным российским генерал-фельдмаршалом.
По завещанию его тело было перевезено в Россию и погребено в родовом имении, в селе Ивановском Курской губернии. Оставил после себя ценную библиотеку книг по истории, славяноведению и востоковедению (ныне в фондах Государственной публичной исторической библиотеки).
- Юнкер гвардии (1831)[14]
- Корнет гвардии (08.11.1833)
- Поручик гвардии (1835)
- Флигель-адъютант (23 февраля (7 марта) 1847)
- Генерал-майор Свиты за дело при Гергебиле (23 июня (5 июля) 1848)
- Генерал-лейтенант (24 января (5 февраля) 1852)
- Генерал-адъютант (6 (18) января 1853)
- Генерал от инфантерии (26 августа (7 сентября) 1856)
- Генерал-фельдмаршал (6 (18) декабря 1859)[15]

Российские награды:
- Золотая сабля с надписью «За храбрость» (30 апреля (12 мая) 1836)
- Орден Святого Георгия 4-й степени (7 (19) июля 1845)
- Орден Святой Анны 2-й степени (8 (20) июня 1846)
- Орден Святого Владимира 4-й степени с бантом (1848; скорее всего, Александра Ивановича Барятинского спутали с младшим братом Анатолием Ивановичем Барятинским)
- Орден Святого Владимира 3-й степени (29 апреля (11 мая) 1848)
- Орден Святой Анны 1-й степени (25 марта (6 апреля) 1851)
- Орден Святого Георгия 3-й степени (9 (21) августа 1854)
- Орден Белого орла (26 августа (7 сентября) 1856)
- Орден Святого Александра Невского (30 августа (11 сентября) 1857)
- Орден Святого Владимира 1-й степени с мечами (1859)
- Орден Святого Георгия 2-й степени (10 (22) августа 1859)
- Орден Святого апостола Андрея Первозванного с мечами над орденом (8 (20) сентября 1859)
- Бриллиантовые знаки к ордену Святого апостола Андрея Первозванного с мечами над орденом (6 (18) декабря 1862)
- Золотая шпага, украшенная алмазами, с надписью «В память покорения Кавказа» (1864)

Иностранные награды:
- Прусский орден Красного орла 3-й степени (1838)
- Австрийский орден Леопольда 3-й степени (1839)
- Вюртембергский орден Вюртембергской короны 3-й степени (1839)
- Баденский орден Церингенского льва 3-й степени (1839)
- Саксонский орден Гражданских заслуг (1840)
- Саксен-Веймарский орден Белого сокола 3-й степени (1840)
- Прусский орден Святого Иоанна Иерусалимского (1840)
- Гессен-Дармштадтский орден Людвига 1-й степени (1843)
- Нидерландский орден Дубовой короны 2-й степени (1844)
- Персидский орден Льва и Солнца 1-й степени (1852)
- Нидерландский Военный орден Вильгельма, большой крест (1860)
- Баденский орден Верности (1861)
- Прусский орден Чёрного орла (1863)
- Австрийский Королевский венгерский орден Святого Стефана, большой крест (1874)
- Французский орден Почётного легиона, большой крест (1875)

## Память
В честь А. И. Барятинского были названы:
- станица Барятинская — в настоящее время станица Горячеисточненская, Чечня
- улица Барятинская, главная улица Петровск-Порта — в настоящее время улица Буйнакского, Махачкала
- улица Барятинского — в настоящее время улица Комсомольская, Ставрополь
- улица Барятинского — в настоящее время улица Ленина, Дербент
- улица Барятинская — в настоящее время улица академика Акифа Ализаде, бывшая Фиолетова, Баку
- улица Барятинская — в настоящее время улица Георгия Чантурия, бывшая Джорджиашвили, Тбилиси
- улица Барятинская — в настоящее время улица Умара Димаева, бывшая Дзержинского, Грозный
- улица Фельдмаршальская — в настоящее время улица Штыба, Владикавказ
- переулок Барятинский — в настоящее время переулок Нахимова, Одесса
- железнодорожная станция Драбово-Барятинская, Украина

Памятник А. И. Барятинскому установлен в постсоветское время на территории усадьбы Марьино.

Бюст в усадьбе Барятинских
Памятник на территории усадьбы Барятинских
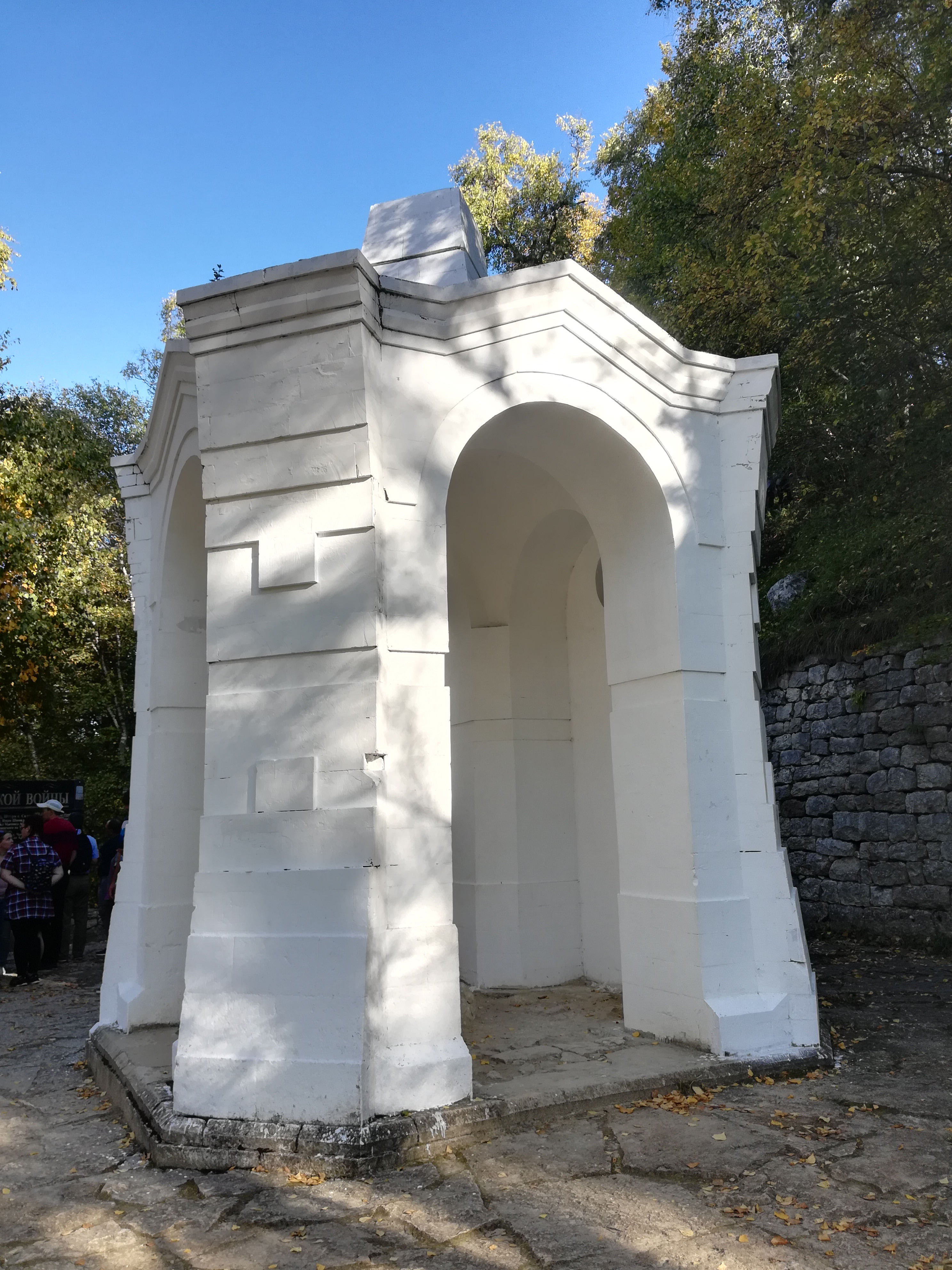
Беседка в Гунибе на месте сдачи Шамиля генералу Барятинскому
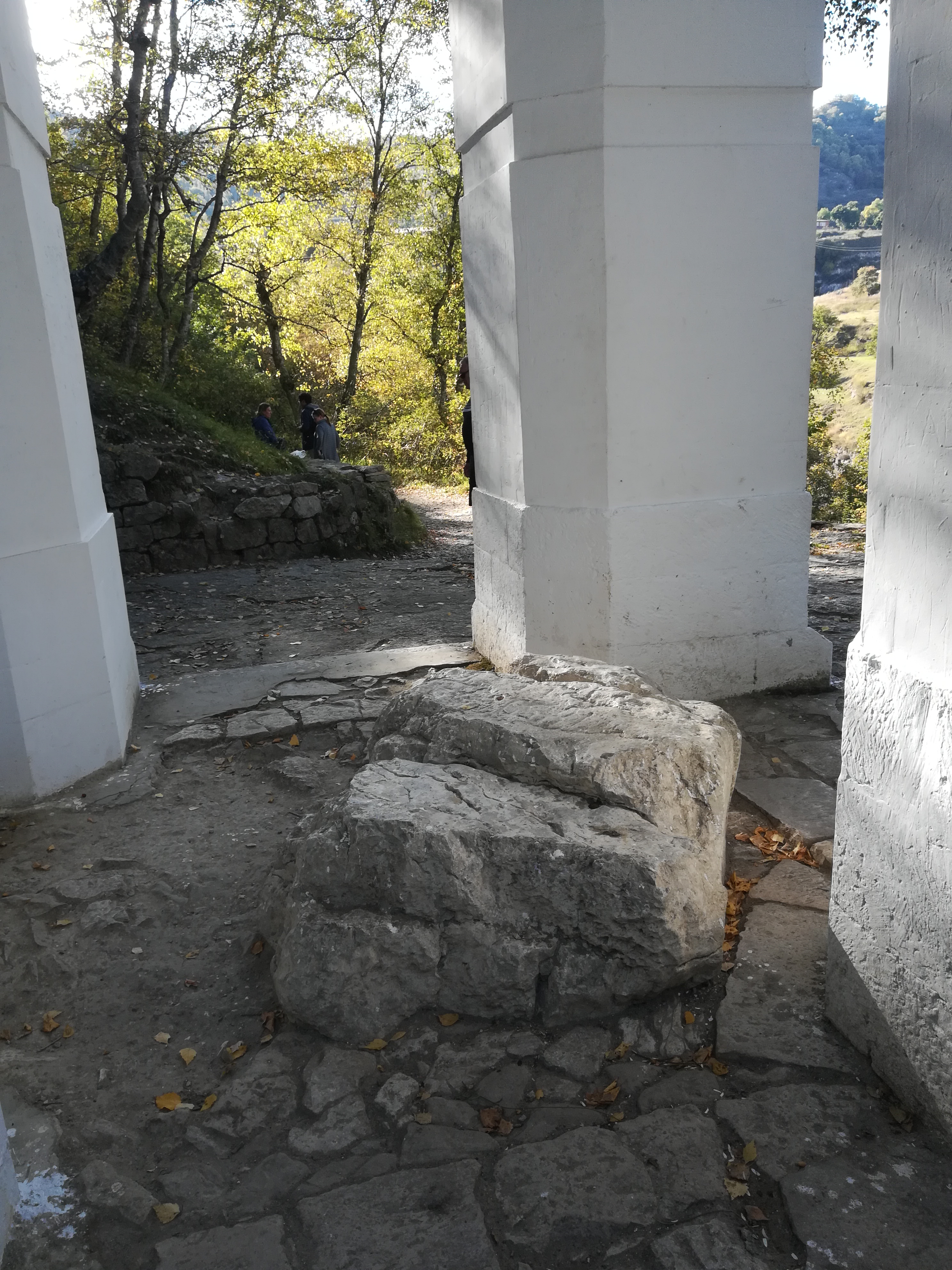
Камень Барятинского в Гунибе на месте сдачи Шамиля
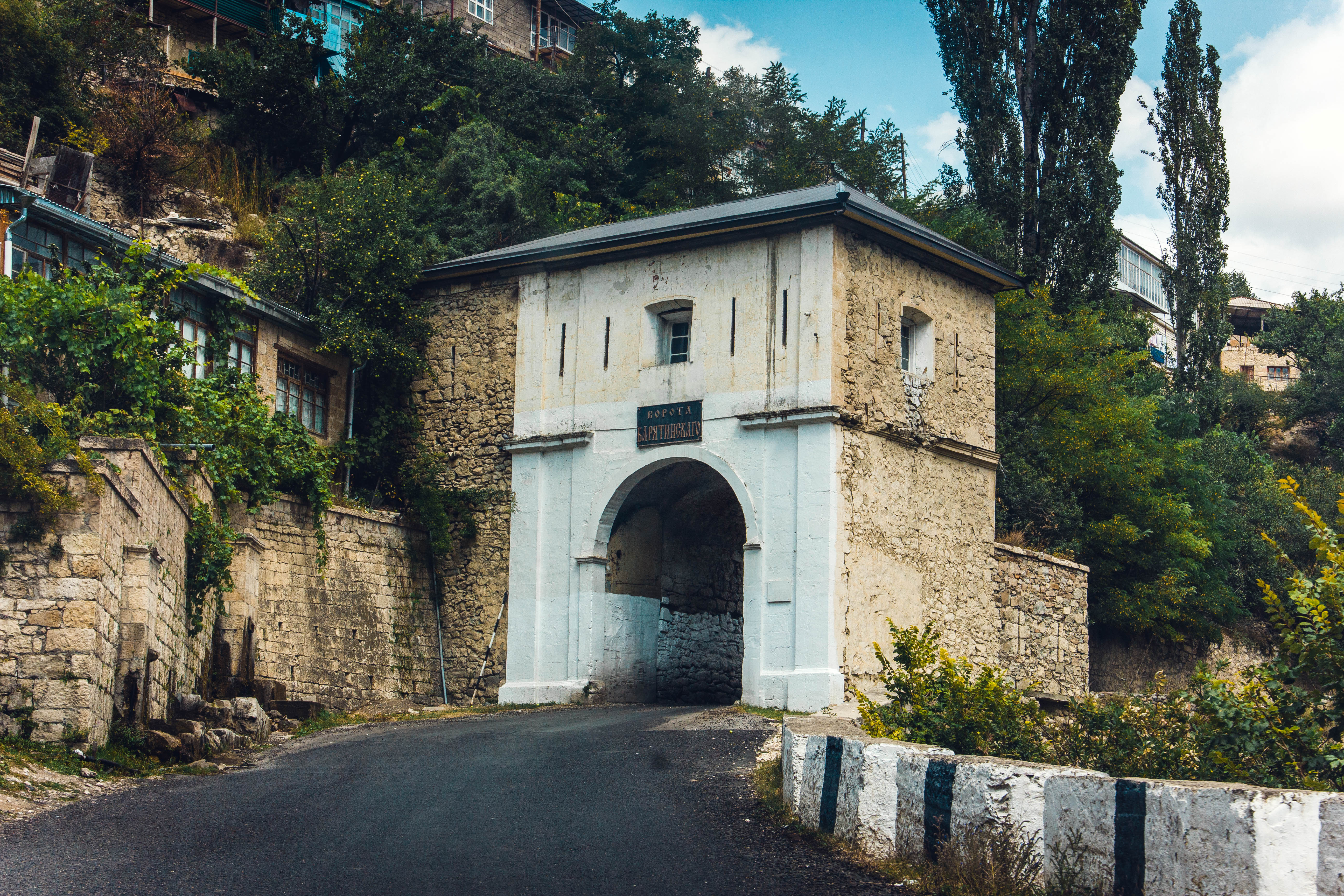
Ворота Барятинского, дорога на верхний Гуниб
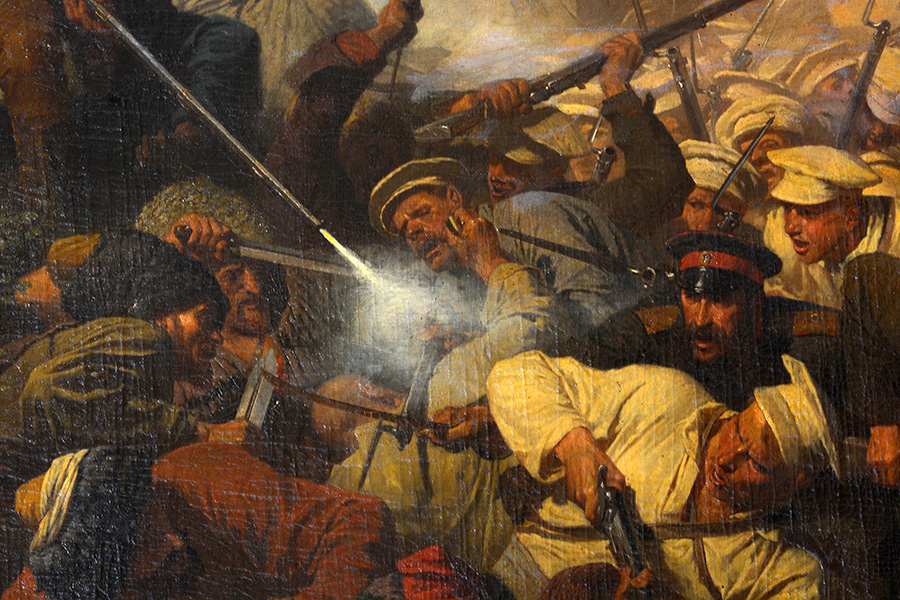
Офицер справа в фуражке с красным околышем А. И. Барятинский

На фантиках конфет «Княжеские сладости» изображён изменённый портрет А. И. Барятинского.